# BMW R 1200 RT

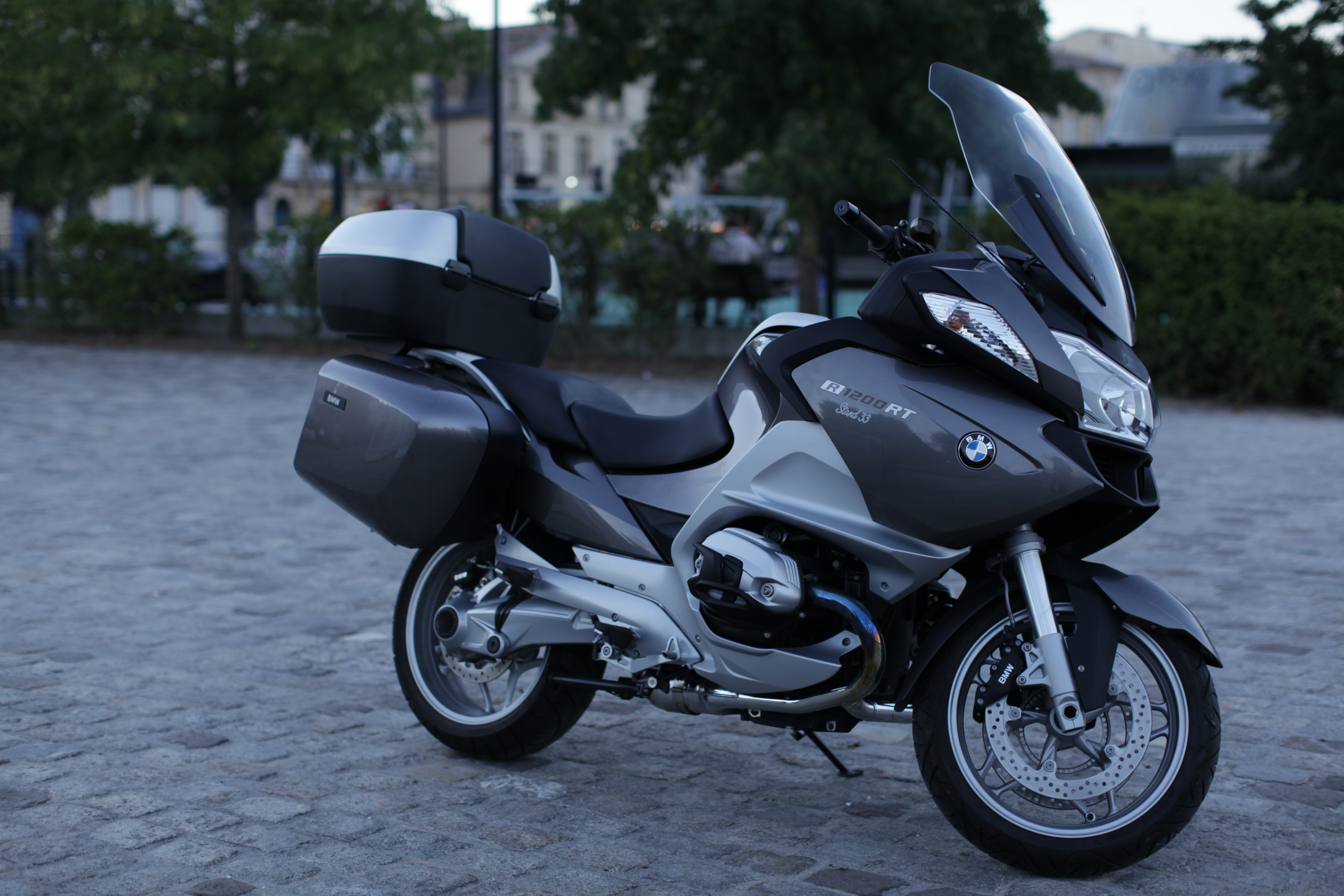
BMW R1200RT 2ème génération (2010-2013)

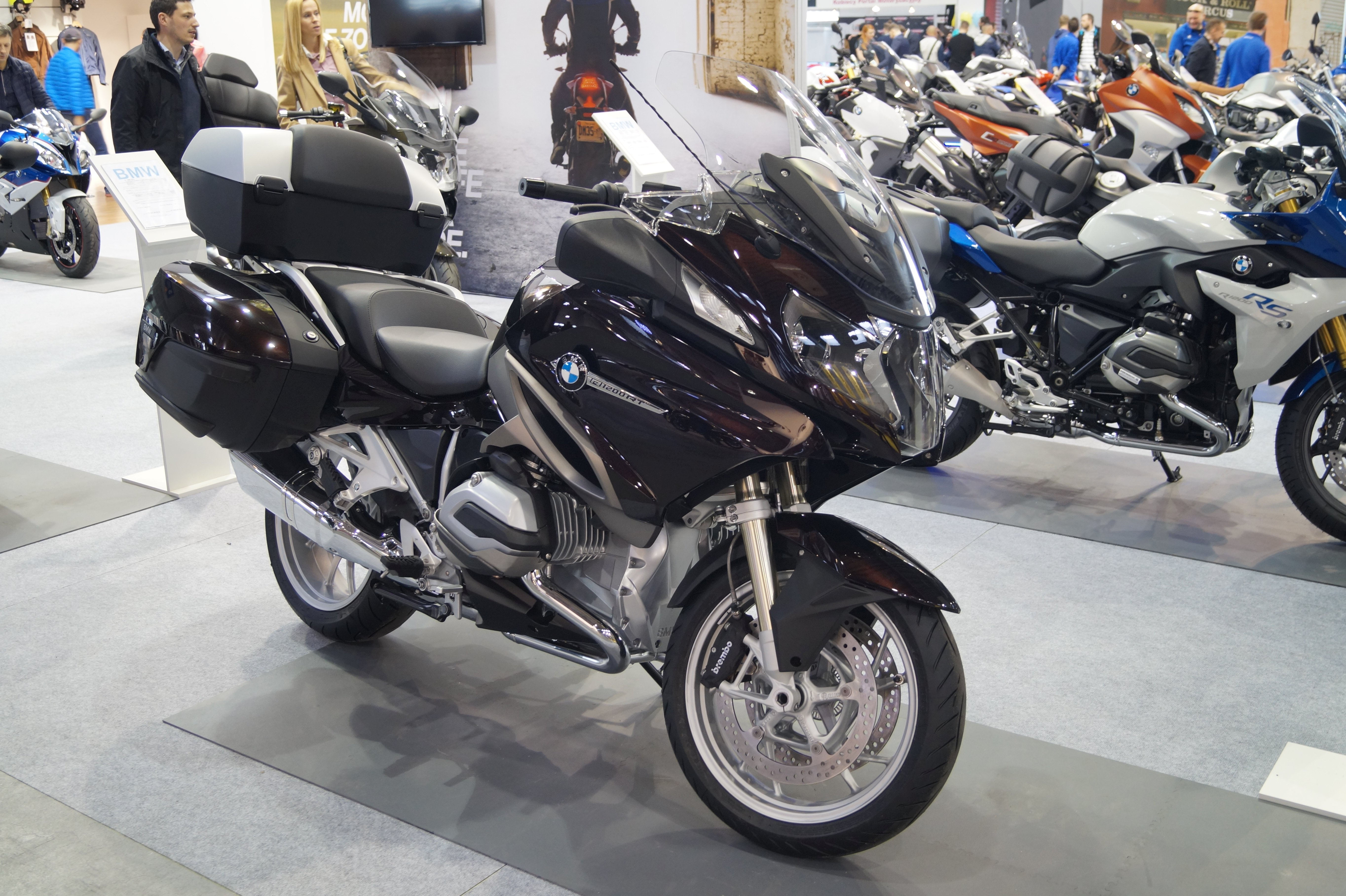
BMW R1200RT LC 3ème génération (2014-2018)

La BMW R 1200 RT est un modèle de motocyclette du constructeur bavarois BMW.
Elle succède à sa prédécesseuse la R1150RT, dont elle reprend les caractéristiques de base du moteur. La cylindrée passe à 1 170 cm3 par l'allongement de la course des pistons de 2,4 mm.
La R1200RT est présentée début 2005. La puissance est en hausse de 15 cv pour 110 chevaux et 259 kg tous pleins faits ce qui en fera la RT la plus légère produite par BMW. Le réservoir a une capacité de 27 litres dont 4l de réserve.
En 2010 elle évolue avec un style légèrement revu, des commodos standardisés, l'arrivée de la molette de contrôle et surtout un nouveau moteur doté d'un double arbre à cames en tête. La puissance reste identique mais elle gagne en couple et en souplesse.
En 2014, la nouvelle R1200RT LC (liquid cooler) est présentée avec un tout nouveau moteur. Le couple grimpe à 12,7 mkg et la puissance à 126 cv pour 274 kg tous pleins effectués.

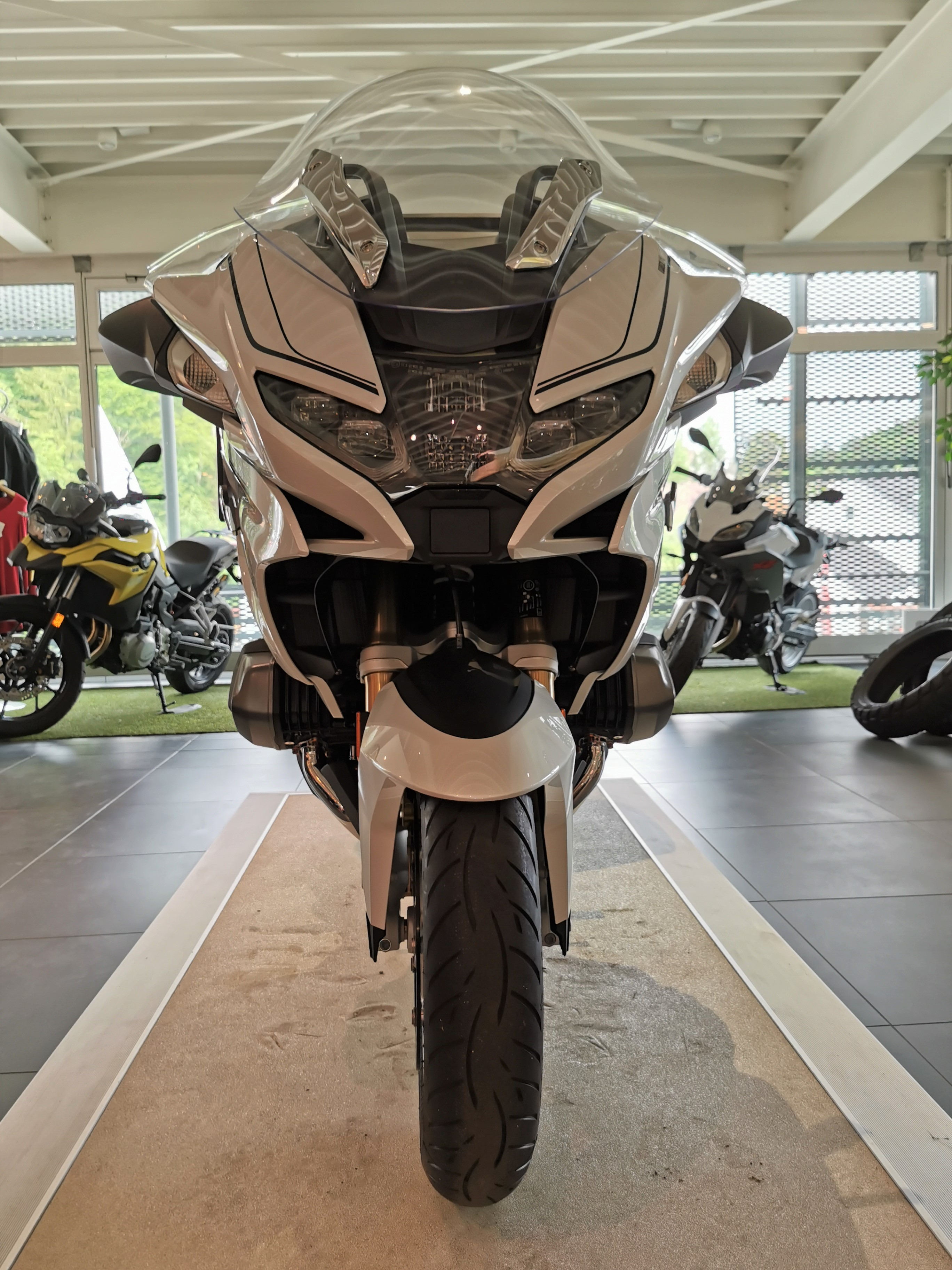
BMW R1250RT 2ème génération (2021-2023)

2019 sera l'année de la nouvelle R1250RT avec un tout nouveau moteur doté d'un système de cames variables baptisé "shift cam". La puissance passe à 136 cv et le couple à 14,5 mkg.
Cette moto est utilisée par de nombreuses forces de l'ordre dans le monde et en France par la police nationale française ainsi que la Gendarmerie Nationale française.

Évolution du modèle RT depuis 1995 chez BMW motocycle (moteurs à 4 soupapes par cylindre) :
| Modèle                        | Poids  | Réservoir | Puissance     | Couple          |
| R1100RT (1995 - 2000)         | 282 kg | 26l       | 90 cv (7250)  | 9,7 mkg (5500)  |
| R850RT (1998 - 2001)          | 282 kg | 25l       | 73 cv (6750)  | 8,16 mkg (5500) |
| R1150RT (2001 - 2004)         | 279 kg | 25l       | 95 cv (7250)  | 10,2 mkg (5500) |
| R850RT (2002 - 2006)          | 288 kg | 25l       | 73 cv (6750)  | 8,1 mkg (5500)  |
| R1200RT (2005 - 2009)         | 259 kg | 27l       | 110 cv (7500) | 11,7 mkg (6000) |
| R1200RT (2010 - 2013)         | 259 kg | 25l       | 110 cv (7750) | 12,2 mkg (6000) |
| R900RT (police) (2010 - 2013) | 259 kg | 25l       | 83 cv (7250)  | 8,46 mkg (5500) |
| R1200RT LC (2014 - 2018)      | 274 kg | 25l       | 125 cv (7750) | 12,7 mkg (6500) |
| R1250RT SC (2019 - 2020)      | 279 kg | 25l       | 136 cv (7750) | 14,5 mkg (6250) |
| R1250RT SC (2021 - 2023)      | 279 kg | 25l       | 136 cv (7750) | 14,5 mkg (6250) |
| R1300RT SC (2025 - …)         | 281 kg | 24l       | 145 cv (7750) | 15,2 mkg (6500) |